# Вищий керівник СС і поліції
Звання керівника СС та поліції (нім. SS und Polizeiführer) відзначало високопоставленого чиновника нацистської партії, який командував різними підрозділами СС і німецької  поліції (Ordnungspolizei) до та під час Другої світової війни в Третьому Рейху та на окупованих територіях.

## Організація
Для цього звання було встановлено три ступені підпорядкування:
- Керівник СС і поліції (нім. SS- und Polizeiführer, SSPF)
- Старший начальник СС і поліції (нім. Höherer SS- und Polizeiführer, HSSPF)
- Верховний начальник СС і поліції (нім. Höchster SS- und Polizeiführer, HöSSPF)

## Заснування
Указом від 13 листопада 1937 року, підписаним міністром внутрішніх справ Рейху Вільгельмом Фріком, було створено офіс Höherer SS- und Polizeiführer (Старшого начальника СС і поліції, HSSPF). Цим наказом дозволялося створення HSSPF у кожному з 13 німецьких Wehrkreise (військових округів) збройних сил  у Німецькому Рейху, але лише у разі мобілізації. У той час HSSPF служив заступником Генріха Гіммлера, рейхсфюрера-СС і начальника німецької поліції, з метою координації та інтеграції всіх місцевих і регіональних формувань СС і поліції в оборонну організацію Рейху. Першими HSSPF були чиновники призначені у Верхньому краї, що межував з Австрією під час кризи аншлюсу в березні 1938 року та Чехословаччини влітку та восени того ж року.
Призначення на ці посади відбувалося з числа існуючих SS-Oberabschnitte Führer (керівників головних районів СС), майже в усіх випадках вони обіймали обидві посади одночасно. Oberabschnitte керували частинами СС у кожному з Wehrkreise (військових округів). Ціль вищого керівника СС і поліції полягала в тому, щоб бути прямим командним органом кожного підрозділу СС і поліції в цих географічних регіонах, підпорядковуючись тільки Гіммлеру а, через нього, Адольфу Гітлеру
.
Після аншлюсу також було створено два нових підрозділи та відповідний HSSPF. Аналогічним чином було створено два підрозділи після захоплення Польщі.
На всіх інших окупованих територіях не було створено військових округів, тому HSSPF існували як незалежні організації. Однак на цих територіях було створено кілька підпорядкованих їм командувань SS- und Polizeiführer (керівник СС і поліції, SSPF). Ці посади створювалися, з листопада 1939 року, щоб допомогти HSSPF в управлінні великими територіями під їх юрисдикцією .
Восени 1943 року Гіммлер створив два пости Höchster SS- und Polizeiführer (Верховного керівника СС і поліції, HöSSPF) з юрисдикцією над дуже великими територіями; це були Італія (1943–1945) та Україна (1943–1944), кожна з яких мала як HSSPF, так і SSPF.

## Операції
Керівники SS und Polizeiführer безпосередньо керували штабом, до складу якого входили представники майже кожного відділення СС і поліції. Зазвичай це були члени Ordnungspolizei (Orpo; звичайна поліція), SiPo (поліція безпеки), включаючи Gestapo (таємну поліцію), Totenkopfverbände (SS-TV; нацистські концтабори), SD (розвідувальна служба) та певні підрозділи Waffen-SS. (бойові частини). Більшість членів HSSPF зазвичай мали звання групенфюрера СС або вище і підпорядковувалися безпосередньо Гіммлеру з усіх питань, що стосувалися СС у зоні їх відповідальності. Члени SSPF мали звання оберфюрера СС або бригадефюрера СС і підпорядковувалися своєму HSSPF. Роль усіх керівників СС і поліції полягала в тому, щоб бути частиною механізму контролю СС у межах своєї юрисдикції, стежити за населенням і наглядати за діяльністю есесівців у кожному відповідному районі. HSSPF міг обійти ланцюжок командування адміністративних офісів для SS, SD, SiPo, SS-TV та Orpo у своєму окрузі під «прикриттям надзвичайної ситуації», таким чином отримавши прямий оперативний контроль над цими групами.
Наказом Гіммлера було створено бази СС і поліції (SS- und Polizeistützpunkte) в окупованій Польщі та територіях Радянського Союзу. Вони мали бути «озброєними індустріальними сільськогосподарськими комплексами». Підрозділи також підтримували б порядок на території, де вони були створені. Проте повноі реалізації цей план не набув
. У 1944 і 1945 роках Гіммлер присвоїв багатьом HSSPF генеральські звання у Ваффен-СС. Вочевидь, це була спроба забезпечити їх потенційний захист, надавши їм статус комбатантів відповідно до правил ведення війни Гаазької конвенції.

## Воєнні злочини та злочини проти людства

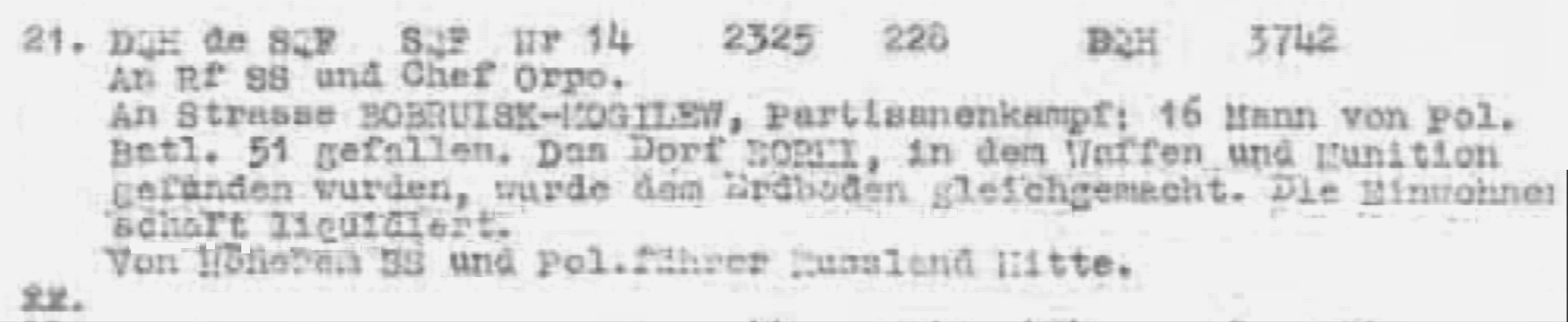
Розшифрована бездротова телеграма від «HSSPF Russland Mitte» (середня Росія) у 1942 році, яка повідомляла Гіммлеру про «ліквідацію» села в Білорусі (зі звіту NSA)

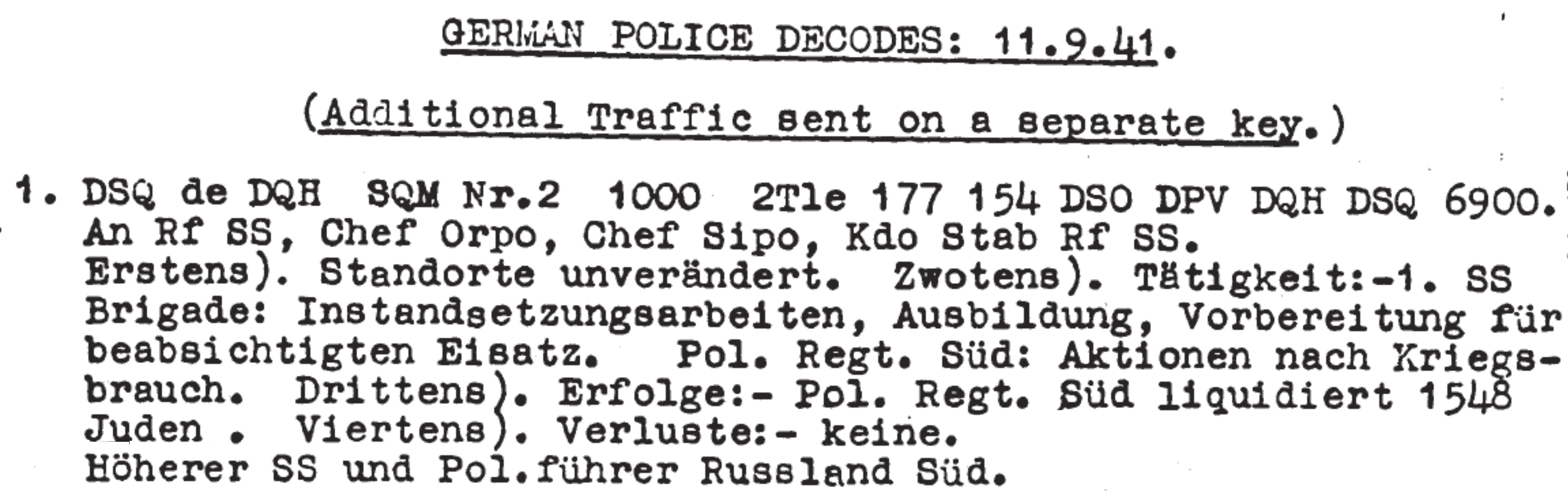
Інша розшифровка, 1941 рік, HSSPF Russland Sud (південь Росії), звіт Гіммлеру про «ліквідацію» євреїв (зі звіту NSA)

Керівники СС і поліції були ключовими фігурами у багатьох воєнних злочинах, скоєних членами СС. HSSPF служив командним генералом СС для будь-яких Einsatzgruppen (ескадронів смерті), що діяли в їхній області. Це призвело до наказів про вбивство десятків тисяч людей. Крім того, вони розпочали нещадні антипартизанські операції та скерували поліцейські підрозділи залучати примусову роботу для проектів, пов’язаних із війною.
Керівники СС і поліції були органом нагляду за єврейськими гетто в Польщі та безпосередньо координували депортацію до нацистських таборів смерті. Вони командували батальйонами поліції порядку та полками СД, які були призначені для охорони гетто. HSSPF регулярно надавав послуги охорони СС, поліцію та інший допоміжний персонал для транспортування до таборів смерті, а також вів переговори з установами та міністерствами Рейху щодо рухомого складу, постачання та провізії, розкладу руху залізниць та ряду інших вимог, необхідних для забезпечення ефективних облав і поїздів смерті. А в державах-сателітах HSSPF вела прямі переговори з маріонетковими або колабораціоністськими урядами про передачу їхніх євреїв для депортації на Схід. Відомство також брало безпосередню участь у будівництві та експлуатації таборів смерті. Після закінчення війни багато керівників СС і поліції, особливо ті, хто служив у Польщі та Радянському Союзі, покінчили життя самогубством, або були звинувачені у воєнних злочинах і злочинах проти людства.

## Перелік керівників СС і поліції
Окрім двох згаданих раніше HöSSPF, існувало приблизно тридцять вісім командувань HSSPF, дев’ятнадцять у Рейху та ще дев’ятнадцять на окупованих землях. Більшість із них мали кілька різних командирів протягом усього терміну служби. Подібним чином на окупованих територіях існувало близько сорока дев’яти командувань SSPF, підпорядкованих керівникам HSSPF, також з кількома командирами. Деякі з цих територій були перейменовані, об’єднані або ліквідовані протягом свого існування, тому, що німецький військовий контроль над східними територіями  послаблювався на пізніх етапах війни. Інформація в таблиці нижче надає повну інформацію про командування СС і поліції та їхніх керівників.
| Підрозділ СС | Територія | Штаб-квартира         | Верховний командувач (HöSSPF) | Термін                       |
| ------------ | --------- | --------------------- | ----------------------------- | ---------------------------- |
| Italien      | Італія    | Рим; Верона; Больцано | Карл Вольф                    | вересень 1943 – травень 1945 |
| Ukraine      | Україна   | Київ                  | Ганс-Адольф Прюцманн          | жовтень 1943 – вересень 1944 |

| Підрозділ СС | Військовий округ | Територія                                                            | Штаб-квартира   | Вищий командувач                                                        | Термін |
| --- | ---------------- | -------------------------------------------------------------------- | --------------- | ----------------------------------------------------------------------- | --- |
| Nordost | I                | Східна Пруссія                                                       | Кенігсберг      | Вільгельм Редіс Якоб Шпорренберг Ганс-Адольф Прюцманн                   | червень 1938 – червень 1940 червень 1940 – травень 1941 травень 1941 – травень 1945                                                       |
| Ostsee (Nord до квітня 1940 )                                                                                           | II               | Померанія Мекленбург                                                 | Щецин           | Еміль Мацув                                                             | серпень 1938 – травень 1945 |
| Spree (Ost до листопада 1939 )                                                                                          | III              | Берлін Бранденбург                                                   | Берлін          | Август Гайссмаєр                                                        | вересень 1939 – травень 1945 |
| Elbe | IV               | Саксонія Галле-Мерзебург                                             | Дрезден         | Теодор Беркельманн Удо фон Войрш Людольф фон Альвенслебен               | червень 1938 – квітень 1940 квітень 1940 – лютий 1944 лютий 1944 – травень 1945                                                           |
| Südwest | V                | Вюртемберг Баден Ельзас                                              | Штутгарт        | Курт Каул Отто Гофманн                                                  | вересень 1939 – квітень 1943 квітень 1943 – травень 1945                                                                                  |
| West | VI               | Вестфалія Північний Рейн                                             | Дюссельдорф     | Фріц Вайцель Теодор Беркельманн Фрідріх Єкельн Карл Гутенбергер         | червень 1938 – квітень 1940 квітень 1940 – липень 1940 липень 1940 – червень 1941 липень 1941 – травень 1945                              |
| Süd | VII              | Верхня Баварія Швабія                                                | Мюнхен          | Фрідріх Карл фон Еберштайн Вільгельм Коппе                              | березень 1938 – квітень 1945 квітень 1945 – травень 1945                                                                                  |
| Südost | VIII             | Сілезія                                                              | Вроцлав         | Ернст-Генріх Шмаузер Ріхард Гільдебрандт                                | травень 1941 – лютий 1945 лютий 1945 – травень 1945                                                                                       |
| Fulda-Werra | IX               | Гессен Гессен-Нассау Тюрингія                                        | Бад-Арользен    | Йозіас Георг Вільгельм Адольф                                           | жовтень 1938 – травень 1945 |
| Nordsee (Nordwest до квітня 1940)                                                                                       | X                | Шлезвіг-Гольштейн Північний Ганновер Гамбург Ольденбург Бремен       | Гамбург         | Ганс-Адольф Прюцманн Рудольф Квернер Георг-Геннінг фон Бассевіц-Бер     | червень 1938 – травень 1941 травень 1941 – січень 1943 лютий 1943 – травень 1945                                                          |
| Mitte | XI               | Ангальт Брауншвейг Південний Ганновер Магдебург                      | Ганновер        | Фрідріх Єкельн Гюнтер Панке Вільгельм Фукс Герман Гефле Рудольф Квернер | червень 1938 – липень 1940 липень 1940 – липень 1943 липень 1943 – вересень 1943 вересень 1943 – жовтень 1944 жовтень 1944 – травень 1945 |
| Rhein (Об’єднаний з Westmark у травні 1943 року, та створено Rhein-Westmark)                                            | XII              | Південний Рейн Пфальц Саар (до липня 1940) Люксембург (з липня 1940) | Вісбаден        | Ріхард Гільдебрандт Якоб Шпорренберг Ервін Резенер Теодор Беркельманн   | квітень 1939 – жовтень 1939 жовтень 1939 – липень 1940 липень 1940– листопад 1941 грудень 1941 – травень 1943                             |
| Westmark (Lothringen-Saarpfalz до лютого 1941 року) (Об’єднаний з Rhein у травні 1943 року, та утворено Rhein-Westmark) | XII              | Саар Лотарингія                                                      | Мец; Саарбрюкен | Теодор Беркельманн                                                      | липень 1940 – травень 1943 |
| Rhein-Westmark | XII              | Південний Рейн Пфальц Люксембург Саар Лотарингія                     | Вісбаден        | Теодор Беркельманн Юрґен Штроп                                          | травень 1943 – листопад 1943 листопад 1943 – травень 1945                                                                                 |
| Main | XIII             | Франконія Нижня Баварія Верхній Пфальц                               | Нюрнберг        | Фрідріх Карл фон Еберштайн Бенно Мартін                                 | березень 1938 – грудень 1942 грудень 1942 – травень 1945                                                                                  |
| Donau | XVII             | Нижня Австрія Верхня Австрія                                         | Відень          | Ернст Кальтенбруннер Рудольф Квернер Вальтер Шимана                     | вересень 1938 – січень 1943 січень 1943 – жовтень 1944 жовтень 1944 – травень 1945                                                        |
| Alpenland | XVIII            | Каринтія Зальцбург Штирія Тіроль-Форарльберг                         | Зальцбург       | Альфред Роденбюхер Густав Адольф Шеель Ервін Резенер                    | квітень 1939 – квітень 1941 квітень 1941 – листопад 1941 листопад 1941 – травень 1945                                                     |
| Weichsel | XX               | Данциг — Західна Пруссія                                             | Гданськ         | Ріхард Гільдебрандт Фріц Кацман                                         | вересень 1939 – квітень 1943 квітень 1943 – травень 1945                                                                                  |
| Warthe | XXI              | Країна Варти                                                         | Познань         | Вільгельм Коппе Теодор Беркельманн Гайнц Райнефарт Віллі Шмельхер       | жовтень 1939 – листопад 1943 листопад 1943 – грудень 1943 січень 1944 – грудень 1944 грудень 1944 – травень 1945                          |

| Підрозділ СС                                                              | Територія                              | Штаб-квартира    | HSSPF                                                | Термін                                                                                  |
| ------------------------------------------------------------------------- | -------------------------------------- | ---------------- | ---------------------------------------------------- | --------------------------------------------------------------------------------------- |
| Böhmen und Mähren                                                         | Протекторат Богемії та Моравії         | Прага            | Карл Герман Франк Ріхард Гільдебрандт                | квітень 1939 – квітень 1945 квітень 1945 – травень 1945                                 |
| Ost                                                                       | Генеральна губернія                    | Краків           | Теодор Айке Фрідріх-Вільгельм Крюгер Вільгельм Коппе | вересень 1939 жовтень 1939 – листопад 1943 листопад 1943 – травень 1945                 |
| Nord                                                                      | Норвегія                               | Осло             | Фріц Вайцель Вільгельм Редіс                         | квітень 1940 – червень 1940 червень 1940 – травень 1945                                 |
| Nordwest                                                                  | Нідерланди                             | Гаага            | Ганс Раутер                                          | червень 1940 – травень 1945                                                             |
| Ostland und Russland-Nord                                                 | Райхскомісаріат Остланд                | Рига             | Ганс-Адольф Прюцманн Фрідріх Єкельн Герман Берендс   | червень 1941 – жовтень 1941 листопад 1941 – січень 1945 лютий 1945 – травень 1945       |
| Russland-Mitte (До квітня 1943) Russland-Mitte und Weissruthenia          | Білорусь                               | Могильов; Мінськ | Еріх фон дем Бах Курт фон Готберг                    | червень 1941 – червень 1944 липень 1944 – серпень 1944                                  |
| Russland-Süd (З жовтня 1943 р. підпорядкований HöSSPF Ukraine)            | Україна                                | Київ             | Фрідріх Єкельн Ганс-Адольф Прюцманн                  | червень 1941 – жовтень 1941 листопад 1941 – березень 1944                               |
| Serbien, Montenegro und Sandschak                                         | Сербія Чорногорія                      | Белград          | Август Мейшнер Герман Берендс                        | січень 1942 – квітень 1944 квітень 1944 – жовтень 1944                                  |
| Frankreich                                                                | Франція                                | Париж            | Карл Оберг                                           | травень 1942 – листопад 1944                                                            |
| Kroatien                                                                  | Хорватія                               | Загреб           | Константін Каммергофер                               | березень 1943 – січень 1945                                                             |
| Operationszone Adriatisches Küstenland (Підпорядковується HöSSPF Italien) | Оперативна зона Адріатичного узбережжя | Трієст           | Оділо Глобочник                                      | вересень 1943 – травень 1945                                                            |
| Griechenland                                                              | Греція                                 | Афіни            | Юрґен Штроп Вальтер Шимана Герман Франц              | вересень 1943 – жовтень 1943 жовтень 1943 – вересень 1944 вересень 1944 – листопад 1944 |
| Schwarzes Meer (З жовтня 1943 р. підпорядкований HöSSPF Ukraine)          | Чорноморське узбережжя                 | Миколаїв         | Людольф фон Альвенслебен Ріхард Гільдебрандт         | жовтень 1943 – грудень 1943 грудень 1943 – вересень 1944                                |
| Dänemark                                                                  | Данія                                  | Копенгаген       | Гюнтер Панке                                         | жовтень 1943 – травень 1945                                                             |
| Ungarn                                                                    | Угорське королівство (1920—1946)       | Будапешт         | Отто Вінкельманн                                     | березень 1944 – лютий 1945                                                              |
| Belgien-Nordfrankreich                                                    | Бельгія та Північна Франція            | Брюссель         | Ріхард Юнгклаус Фрідріх Єкельн                       | серпень 1944 – вересень 1944 вересень 1944 – січень 1945                                |
| Albanien                                                                  | Албанія                                | Тирана           | Йозеф Фіцтум                                         | серпень 1944 – грудень 1944                                                             |
| Slowakei                                                                  | Перша словацька республіка             | Братислава       | Готтлоб Бергер Герман Гефле                          | серпень 1944 – вересень 1944 вересень 1944 – травень 1945                               |
| Siebenbürgen                                                              | Трансильванія                          | -                | Ріхард Гільдебрандт Артур Флепс                      | серпень 1944 – вересень 1944 вересень 1944                                              |

| Підрозділ СС                                              | оперативний позивний HSSPF або HöSSPF*                                      | Керівник СС і поліції                                                      | Термін |
| --------------------------------------------------------- | --------------------------------------------------------------------------- | -------------------------------------------------------------------------- | --- |
| Aserbeidschan**                                           | Russland-Süd                                                                | Константін Каммергофер                                                     | листопад 1942 – квітень 1943 |
| Awdejewka**                                               | Russland-Süd Ukraine*                                                       | Карл-Гайнц Бюргер                                                          | жовтень 1942 – грудень 1943 |
| Bergvölker-Ordshonikidse**                                | Russland-Süd                                                                | Вільгельм Гюнтер                                                           | травень 1942 – серпень 1942 |
| Bialystok                                                 | Russland-Mitte (To April 1943) Russland-Mitte und Weissruthenia             | Вернер Фромм Отто Гельвіг Гайнц Рох                                        | січень 1942 – січень 1943 травень 1943 – липень 1944 липень 1944 – жовтень 1944                                                            |
| Bozen                                                     | Italien*                                                                    | Карл Бруннер                                                               | вересень 1943 – травень 1945 |
| Charkow                                                   | Russland-Süd                                                                | Віллі Тенсфельд Ганс Гальтерман Гюнтер Мерк                                | серпень 1941 – травень 1943 травень 1943 – вересень 1943 вересень 1943 – жовтень 1943                                                      |
| Dnjepropetrowsk-Krivoi-Rog                                | Russland-Süd Ukraine*                                                       | Георг-Геннінг фон Бассевіц-Бер Герман Гарм Вальдемар Ваппенханс Карл Шефер | листопад 1941 – серпень 1942 серпень 1942 – жовтень 1942 жовтень 1942 – жовтень 1943 жовтень 1943 – листопад 1943                          |
| Estland                                                   | Ostland und Russland-Nord                                                   | Гінріх Мьоллер Вальтер Шредер                                              | серпень 1941 – квітень 1944 квітень 1944 – жовтень 1944                                                                                    |
| Friaul (Перейменовано на Adriatische-West, квітень 1945)  | Operationszone Adriatisches Küstenland                                      | Людольф Якоб фон Альвенслебен                                              | жовтень 1944 – травень 1945 |
| Görz                                                      | Operationszone Adriatisches Küstenland                                      | Карл Таус                                                                  | травень 1944 – травень 1945 |
| Istrien                                                   | Operationszone Adriatisches Küstenland                                      | Йоганн-Еразм Фрайгер фон Мальсен-Понікау                                   | жовтень 1944 – травень 1945 |
| Kattowitz                                                 | Südost                                                                      | Крістоф Дім                                                                | жовтень 1944 – травень 1945 |
| Kaukasien-Kuban**                                         | Russland-Süd                                                                | Костянтин Каммерхофер Тір Теобальд                                         | серпень 1942 – листопад 1942 листопад 1942 – травень 1943                                                                                  |
| Kertsch-Tamanhalbinsel**                                  | Russland-Süd                                                                | Тір Теобальд                                                               | травень 1943 – липень 1943 |
| Kiew                                                      | Russland-Süd Ukraine*                                                       | Ганс Гальтерман Пауль Генніке                                              | жовтень 1941 – травень 1943 травень 1943 – грудень 1943                                                                                    |
| Krakau                                                    | Ost (Генеральна губернія)                                                   | Карл Зех Ганс Шведлер Юліан Шернер Тір Теобальд                            | листопад 1939 – жовтень 1940 жовтень 1940 – серпень 1941 серпень 1941 – березень 1944 березень 1944 – січень 1945                          |
| Lemberg                                                   | Ost (Генеральна губернія)                                                   | Фріц Кацман Тір Теобальд Крістоф Дім                                       | серпень 1941 – квітень 1943 липень 1943 – лютий 1944 лютий 1944 – вересень 1944                                                            |
| Lettland                                                  | Ostland und Russland-Nord                                                   | Вальтер Шредер                                                             | серпень 1941 – жовтень 1944 |
| Litauen                                                   | Ostland und Russland-Nord                                                   | Люціан Висоцкі Герман Гарм Курт Гінце                                      | серпень 1941 – липень 1943 липень 1943 – квітень 1944 квітень 1944 – вересень 1944                                                         |
| Lublin                                                    | Ost (Генеральна губернія)                                                   | Оділо Глобочник Якоб Шпорренберг                                           | листопад 1939 – серпень 1943 серпень 1943 – листопад 1944                                                                                  |
| Metz                                                      | Rhein-Westmark                                                              | Антон Дункерн                                                              | жовтень 1944 – листопад 1944 |
| Mittelitalien-Verona                                      | Italien*                                                                    | Карл-Гайнц Бюргер                                                          | грудень 1943 – травень 1945 |
| Mitte-Norwegen                                            | Nord                                                                        | Ріхард Казерер                                                             | листопад 1944 – травень 1945 |
| Mogilew                                                   | Russland-Mitte (до квітня 1943) Russland-Mitte und Weissruthenia            | Георг-Геннінг фон Бассевіц-Бер Франц Кучера Ганс Гальтерманн               | серпень 1942 – квітень 1943 квітень 1943 – вересень 1943 вересень 1943 – липень 1944                                                       |
| Montenegro                                                | Serbien, Montenegro und Sandschak                                           | Ріхард Фідлер                                                              | жовтень 1943 – жовтень 1944 |
| Nikolajew                                                 | Russland-Süd Ukraine*                                                       | Фріц Тітман Вальдемар Ваппенганс Пауль Циммерман Людольф фон Альвенслебен  | жовтень 1941 – вересень 1942 вересень 1942 – квітень 1943 квітень 1943 – жовтень 1943 жовтень 1943 – лютий 1944                            |
| Nord-Kaukasien**                                          | Russland-Süd                                                                | Карл-Гайнц Бюргер                                                          | серпень 1942 – жовтень 1942 |
| Nord-Norwegen                                             | Nord                                                                        | Гайнц Рох                                                                  | листопад 1944 – травень 1945 |
| Ober-Elsaß                                                | Südwest                                                                     | Фрідріх Зур                                                                | грудень 1944 – травень 1945 |
| Oberitalien-Mitte                                         | Italien*                                                                    | Ернст-Альбрехт Гільдебрандт                                                | квітень 1944 – жовтень 1944 |
| Oberitalien-West                                          | Italien*                                                                    | Віллі Тенсфельд                                                            | січень 1944 – травень 1945 |
| Pripet                                                    | Russland-Mitte und Weissruthenia                                            | Ернст Гартман                                                              | грудень 1943 – вересень 1944 |
| Quarnero                                                  | Operationszone Adriatisches Küstenland                                      | Вільгельм Трауб                                                            | жовтень 1944 – травень 1945 |
| Radom                                                     | Ost (Генеральна губернія)                                                   | Фріц Кацман Карл Оберг Герберт Беттхер                                     | листопад 1939 – серпень 1941 серпень 1941 – травень 1942 травень 1942 – січень 1945                                                        |
| Rostow-Awdejewka                                          | Russland-Süd                                                                | Ріхард Вендлер Геррет Корземанн Пауль Генніке                              | січень 1942 – травень 1942 травень 1942 – жовтень 1942 жовтень 1942 – травень 1943                                                         |
| Rowno (Перейменовано на Wolhynien-Luzk, вересень 1942)    | Russland-Süd Ukraine*                                                       | Геррет Корземанн Вальдемар Ваппенганс Вільгельм Гюнтер Ернст Гартман       | серпень 1941 – січень 1942 січень 1942 – серпень 1942 вересень 1942 – червень 1944 червень 1944 – вересень 1944                            |
| Salzburg                                                  | Alpenland                                                                   | Ервін Шульц                                                                | квітень 1945 – травень 1945 |
| Sandschak                                                 | Serbien, Montenegro und Sandschak                                           | Карл фон Кремплер Ріхард Казерер                                           | вересень 1943 – червень 1944 червень 1944 – листопад 1944                                                                                  |
| Saratow                                                   | Russland-Mitte                                                              | Вальтер Шимана                                                             | вересень 1941 – листопад 1941 |
| Shitomir                                                  | Russland-Süd Ukraine*                                                       | Отто Гельвіг Віллі Шмельхер Ернст Гартман Крістоф Дім                      | жовтень 1941 – травень 1943 травень 1943 – вересень 1943 жовтень 1943 – січень 1944 січень 1944 – лютий 1944                               |
| Stalino-Donezgebiet                                       | Russland-Süd                                                                | Ганс Дерінг Віллі Тенсфельд                                                | листопад 1941 – травень 1943 травень 1943 – вересень 1943                                                                                  |
| Stanislav-Rostow (Renamed Rostow-Awdejewka, January 1942) | Russland-Süd                                                                | Ріхард Вендлер                                                             | серпень 1941 – січень 1942 |
| Süd-Norwegen                                              | Nord                                                                        | Якоб Шпорренберг                                                           | листопад 1944 – травень 1945 |
| Taurien-Krim-Simferopol                                   | Russland-Süd Ukraine*                                                       | Людольф фон Альвенслебен Гайнц Рох Ріхард Гільдебрандт                     | листопад 1941 – жовтень 1943 жовтень 1943 – грудень 1943 грудень 1943 – вересень 1944                                                      |
| Triest                                                    | Operationszone Adriatisches Küstenland                                      | Георг Міхальсен                                                            | жовтень 1944 – травень 1945 |
| Tschernigow                                               | Russland-Süd                                                                | Людольф фон Альвенслебен Віллі Шмельхер Ернст Гартман                      | жовтень 1941 – листопад 1941 листопад 1941 – липень 1943 липень 1943 – жовтень 1943                                                        |
| Warsaw                                                    | Ost (Генеральна губернія)                                                   | Пауль Модер Арпад Віганд Юрґен Штроп Франц Кучера Пауль Отто Гайбель       | листопад 1939 – липень 1941 серпень 1941 – квітень 1943 квітень 1943 – вересень 1943 вересень 1943 – лютий 1944 березень 1944 – лютий 1945 |
| Weissruthenien (Також відомий як Мінськ)                  | Ostland und Russland-Nord (До квітня 1943) Russland-Mitte und Weissruthenia | Якоб Шпорренберг Карл Ценнер Карл Шефер Курт фон Готберг Еріх Ерлінгер     | липень 1941 – серпень 1941 серпень 1941 – травень 1942 травень 1942 – липень 1942 липень 1942 – вересень 1943 вересень 1943 – квітень 1944 |
| Wolhynien-Brest-Litovsk (Об’єднано з Rowno, 1 січня 1942) | Russland-Süd                                                                | Вальдемар Ваппенганс                                                       | вересень 1941 – грудень 1941 |

**SSPF спочатку планувалося призначити як HSSPF Kaukasien.

## Коментар
1. ↑  
Ще одне командування HSSPF, яке буде відоме як Kaukasien, було заплановано на Кавказі в 1942 році під командуванням Геррета Корземанна, але так і не було створено. Шість командувань SSPF, які мали б йому підпорядковуватися, були приписані до HSSPF Russland-Süd. (Yerger, 1997, p.44)